# The Women Blues of Champion Jack Dupree
The Women Blues of Champion Jack Dupree — студійний альбом американського блюзового музиканта Чемпіона Джека Дюпрі, випущений у 1961 році лейблом Folkways.

## Опис
Цей альбом Чемпіона Джека Дюпрі був записаний 8 квітня 1961 року в Цюриху, Швейцарія (де на той час мешкав Дюпрі, після того, як залишив США) для американського лейблу Folkways. Дюпрі грає на фортепіано та співає, а йому акомпанують місцеві музиканти: гітарист Кріс Ланге, басист Фріц Рюгг та Боббі Ройтвілер на пральній дошці. Тут тематика альбому Дюпрі зрозуміла: «Погані жінки і добрі жінки. Важкі часи… гарячі руки, гаряча музика.» Текст платівки альбому включає тексти пісень, фотографії та статтю Чарльза Едварда Сміта.

## Список композицій
1. «Ain't That a Shame» (Дейв Бартоломью, Фетс Доміно) — 4:22
2. «Talk to Me Baby» (Чемпіон Джек Дюпрі) — 4:10
3. «Tell Me When» (Чемпіон Джек Дюпрі) — 4:26
4. «Old Woman Blues» (Чемпіон Джек Дюпрі) — 4:18
5. «Hard Feelings Blues» (Чемпіон Джек Дюпрі) — 4:07
6. «Bus Station Blues» (Чемпіон Джек Дюпрі) — 2:47
7. «Rattlesnake Boogie» (Чемпіон Джек Дюпрі) — 3:08
8. «Black Wolf Blues» (Чемпіон Джек Дюпрі) — 3:03
9. «Jail House» (Чемпіон Джек Дюпрі) — 4:08
10. «Come Back Baby» (Чемпіон Джек Дюпрі) — 3:33
11. «My Way to Moe Asch» (Чемпіон Джек Дюпрі) — 4:36

## Учасники запису
- Чемпіон Джек Дюпрі — вокал, фортепіано
- Кріс Ланге — гітара
- Фріц Рюгг — контрабас
- Боббі Ройтвілер — пральна дошка

Технічний персонал
- Чарльз Едвард Сміт — продюсер, текст
- Рональд Клайн — дизайн
- Девід Гар — фотографія